# Монтгомері (округ, Арканзас)
Шаблон:StateAbbr_ 34°32′08″ пн. ш. 93°39′52″ зх. д. / 34.535555555556° пн. ш. 93.664444444444° зх. д.
Округ Монтгомері (англ. Montgomery County) — округ (графство) у штаті Арканзас. Ідентифікатор округу 05097.

## Історія
Округ утворений 1842 року.

## Демографія
За даними перепису
2000 року
загальне населення округу становило 9245 осіб, усе сільське.
Серед мешканців округу чоловіків було 4532, а жінок — 4713. В окрузі було 3785 домогосподарств, 2749 родин, які мешкали в 5048 будинках.
Середній розмір родини становив 2,85.
Віковий розподіл населення поданий у таблиці:
| Стать    | До 15 років | 15-21 | 22-29 | 30-39 | 40-49 | 50-65 | 65-85 | Понад 85 |
| -------- | ----------- | ----- | ----- | ----- | ----- | ----- | ----- | -------- |
| Чоловіки | 893         | 376   | 323   | 619   | 642   | 901   | 724   | 54       |
| Жінки    | 900         | 354   | 349   | 607   | 620   | 912   | 846   | 125      |

## Суміжні округи
- Єлл — північ
- Гарленд — схід
- Гот-Спрінгс — південний схід
- Кларк — південний схід
- Пайк — південь
- Полк — захід
- Скотт — північний захід

## Виноски
1. ↑  U.S. Decennial Census. United States Census Bureau. Архів оригіналу за 19 липня 2018. Процитовано 27 серпня 2015.
2. ↑  Historical Census Browser. University of Virginia Library. Архів оригіналу за 11 серпня 2012. Процитовано 27 серпня 2015.
3. ↑  Forstall, Richard L., ред. (27 березня 1995). Population of Counties by Decennial Census: 1900 to 1990. United States Census Bureau. Архів оригіналу за 24 вересня 2015. Процитовано 27 серпня 2015.
4. ↑  Census 2000 PHC-T-4. Ranking Tables for Counties: 1990 and 2000 (PDF). United States Census Bureau. 2 квітня 2001. Архів оригіналу (PDF) за 18 грудня 2014. Процитовано 27 серпня 2015.
5. ↑  State & County QuickFacts. United States Census Bureau. Архів оригіналу за 6 липня 2011. Процитовано 23 травня 2014.(англ.) Наведено за англійською вікіпедією.
6. ↑  American FactFinder. Бюро перепису населення США. Архів оригіналу за 26 лютого 2012. Процитовано 31 січня 2008.

| США | Це незавершена стаття з географії США. Ви можете допомогти проєкту, виправивши або дописавши її. |